# Мокра (Эстония)
Мо́кра (эст. Mokra), ранее также Мокрена и Мокрики (эст. Mokriki) — деревня в волости Сетомаа уезда Вырумаа, Эстония. Исторически относится к нулку Лухамаа.

## География и описание
Расположена в 27 километрах к юго-востоку от уездного центра — города Выру — и в 37 километрах к юго-западу от волостного центра — посёлка Вярска. Высота над уровнем моря — 209 метров.
Климат переходный от морского к континентальному. Официальный язык — эстонский. Почтовый индекс — 65020.

## Население
По данным переписи населения 2021 года, в Мокра насчитывалось 7 жителей, все — эстонцы.
По данным переписи населения 2011 года, в деревне проживали 7 человек, также все — эстонцы (сету в перечне национальностей выделены не были).
Численность населения деревни Мокра по данным переписей населения СССР и Департамента статистики Эстонии:
| Год  | 1959 | 1970 | 1979 | 1989 | 2000 | 2011 | 2017 | 2018 | 2019 | 2020 | 2021 |
| ---- | ---- | ---- | ---- | ---- | ---- | ---- | ---- | ---- | ---- | ---- | ---- |
| Чел. | 62   | ↘ 41 | ↗ 49 | ↘ 28 | ↘ 17 | ↘7   | ↗ 10 | ↘ 9  | ↘ 8  | ↗ 9  | ↘ 7  |

## История
В письменных источниках 1773 года деревня упомянута как Макрина, 1882 года — Мокрики, 1904 года — Mokra, Мокрики́, прим. 1920 года — Mokriki, 1939 года — Mokri.
На военно-топографических картах Российской империи (1846–1863 годы), в состав которой входила Лифляндская губерния, деревня обозначена как Мокрена.
В XIX веке деревня входила в общину Железово и относилась к приходу Панкьявица.
В 1977–1997 годах частью Мокра была деревня Цереби.

## Происхождение топонима
Топоним, возможно, происходит от слова «мокрый», хотя это не подтверждается более старым названием поселения (Мокрена). Согласно исследованию эстонского этнографа и языковеда Юри Труусманна «мокрикъ» на печорском диалекте означает юго-западный ветер; мокрый снег. Корень «мокр-» встречается в топонимах Ингерманландии и Удмуртии; в Псковской области есть деревня Мокрики.

## Комментарии
1. ↑  Эстонские топонимы, оканчивающиеся на -а, не склоняются и не имеют женского рода (исключение — Нарва)[8].